# О’Рурк, Дервал
Дервал О’Рурк (англ. Derval O'Rourke; род. 28 мая 1981 года, Корк) — ирландская легкоатлетка, специализировавшаяся в беге с барьерами. Чемпионка мира в помещении 2006 года. Участница трёх Олимпиад (2004, 2008, 2012). Двукратный серебряный призёр чемпионатов Европы (2006, 2010). Двукратный бронзовый призёр чемпионатов Европы в помещении (2009, 2013).
Восьмикратная чемпионка Ирландии (2001, 2002, 2004—2008, 2010). Десятикратная чемпионка Ирландии в помещении (1999—2006, 2009, 2010). Обладательница национальных рекордов в беге на 60 и 100 метров с барьерами.

## Биография
Дервал О’Рурк родилась 28 мая 1981 года в Корке. Окончила Университетский колледж Дублина и Высшую школу бизнеса Майкла Смурфита.
Дебютировала на международной арене в 2000 году на чемпионате мира среди юниоров. На протяжении 15 лет представляла Ирландию на легкоатлетических соревнованиях на дистанциях 60 и 100 метров с барьерами. В 2005 году на Универсиаде в Измире завоевала две бронзовые медали — в беге на 100 метров с барьерами и эстафете 4х100 метров.
В июне 2014 года О’Рурк объявила о завершении карьеры.
Замужем за яхтсменом Питером О’Лири.